# Tim (The Replacements)
Tim es el cuarto álbum de estudio de la banda estadounidense de rock alternativo The Replacements. Fue lanzado en septiembre de 1985 por Sire Records. Este fue su primer lanzamiento con una gran discográfica y también el último álbum realizado por la formación original de la banda: el guitarrista Bob Stinson fue expulsado de la banda a finales de 1986.
Al igual que sus predecesores, Tim logró un éxito comercial moderado en el mercado mainstream a pesar de recibir elogios de la crítica. El álbum alcanzó el puesto 183 en el Billboard Top 200. Fue colocado en el puesto 136 en la lista de Rolling Stone de 2003 de los 500 mejores álbumes de todos los tiempos, y en el puesto 137 en una lista revisada en 2012. Ocupó el 4º lugar en la lista de Alternative Press de los 99 mejores álbumes de 1985–1995. Junto con el álbum anterior de la banda, Let It Be, Tim recibió cinco estrellas de AllMusic. En 2014, el personal de PopMatters incluyó el álbum en su lista de "12 álbumes esenciales de rock alternativo de los años 80".
Bob Stinson es el único miembro de la banda cuyo rostro es claramente visible en la portada.

## Canciones
Estilísticamente, el álbum muestra las diversas influencias de Paul Westerberg, incluyendo Big Star de Alex Chilton en "Hold My Life", Roy Orbison y Duane Eddy en " Swingin Party " y Nick Lowe en "Kiss Me on the Bus". La canción " Can't Hardly Wait " fue grabada originalmente para Tim, pero no fue incluida en el lanzamiento. Aparece más adelante en Pleased to Meet Me con una de las partes de guitarra originales cambiadas a una parte de instrumento.
El álbum también contiene la canción " Bastards of Young ", a la que se le ha otorgado un ahora infame video en blanco y negro, que consiste principalmente en una única toma ininterrumpida de un altavoz. Al final de la canción, el altavoz es activado por la persona que estaba escuchando la canción. También se hicieron videos similares para "Hold My Life" (en color), "Left of the Dial" (menos los ataques al altavoz) y "Little Mascara" (también en color).
"Left of the Dial" es una referencia a las estaciones de radio universitarias, que generalmente estaban en el lado izquierdo del dial de la radio.  Casi 40 años después del lanzamiento del álbum, la canción sigue siendo popular como himno de la radio universitaria y ocupó el puesto 265 en las 500 mejores canciones de todos los tiempos de la revista Rolling Stone en 2021;  ocupó el puesto 24 en la lista de 2023 de Rolling Stone de "Las 200 mejores canciones de la década de 1980".
La banda interpretó "Bastards of Young" y "Kiss Me on the Bus" en Saturday Night Live el 18 de enero de 1986. Fue la mayor exposición televisiva que la banda había recibido hasta ese momento, pero el comportamiento de la banda en el programa, incluyendo insultos durante la transmisión, resultó en una prohibición de por vida de Saturday Night Live. Sin embargo, Westerberg actuaría más tarde en el programa como solista.
La canción "Here Comes a Regular" fue escrita sobre el bar CC Club del sur de Minneapolis, un lugar de reunión frecuente de la banda al otro lado de la calle de la tienda de discos Oar Folkjokeopus, un centro importante para la escena musical de Minneapolis. 
"Bastards of Young" apareció en los créditos iniciales de la película Adventureland de Greg Mottola de 2009, la película de terror de superhéroes de Marvel de 2020 The New Mutants y en la serie de televisión The Bear (Temporada 2, Episodio 5, "Pop").

## Reediciones
El álbum fue remasterizado y reeditado por primera vez por Rhino Entertainment el 23 de septiembre de 2008 con seis pistas adicionales y notas de Peter Jesperson .

Portada de Tim: Edición Let It Bleed

Rhino reeditó el álbum nuevamente como Tim: Let It Bleed Edition, el 22 de septiembre de 2023. La reedición de cuatro discos incluye una nueva mezcla de Ed Stasium, tomas alternativas, demos, una actuación en vivo en el Cabaret Metro grabada en 1986 y notas de Bob Mehr. En total, el box-set incluye 65 temas, 50 de los cuales nunca se han escuchado antes.

## Recepción
Al igual que su predecesor, Let It Be, Tim fue muy elogiado por los críticos tras su lanzamiento. El álbum se incluye con frecuencia en listas profesionales de los mejores álbumes de rock de todos los tiempos . Tim ocupó el puesto número cuatro en la lista de los 99 mejores álbumes de 1985-1995 de Alternative Press '  Junto con su álbum anterior, Let It Be, Tim recibió cinco estrellas de AllMusic .
El álbum fue colocado en el puesto 136 en la lista de los 500 mejores álbumes de todos los tiempos ' la revista Rolling Stone en 2003, con la siguiente reseña:
 
Pitchfork situó a Tim en el puesto número 37 de su lista de los 100 mejores álbumes de la década de 1980. La revista Slant colocó el álbum en el puesto número 66 de su lista de "Mejores álbumes de la década de 1980".
En su reseña del relanzamiento de Tim: Let It Bleed en 2023, Jack Hamilton de Slate calificó el álbum original como uno de los peor mezclados de la década de 1980, y elogió el remix de Ed Stasium como "un hito, el raro acto de revisión musical que refresca su objeto de maneras que deberían emocionar a los fanáticos acérrimos y, al mismo tiempo, servir como un magnífico tapete de bienvenida para los oyentes que experimentan esta música por primera vez".  Jeremy D. Larson de Pitchfork le dio al relanzamiento un 10 sobre 10 y lo llamó un "increíble nuevo remix de Tim que no solo desafía la noción de que Let It Be fue el apogeo de los Replacements, sino que la usurpa para convertirse en el mejor y más definitivo álbum de su catálogo". 

## Personal
The replacements:
- Paul Westerberg – guitarra, piano, voz
- Chris Mars – batería, coros
- Bob Stinson – guitarra
- Tommy Stinson – bajo

con:
- Alex Chilton – producción adicional, voz en "Left of the Dial"
- Tommy Erdelyi – productor, solo de guitarra en "Kiss Me on the Bus"

Técnicos:
- Steven Fjelstad - productor, ingeniero
- Jack Skinner – masterización
- Robert Longo – obra de arte
- Ed Stasium - mezclador (reedición de 2023)
- Bob Mehr - notas (reedición de 2023)